# Taylor Parks
Pour les articles homonymes, voir Parks.
Taylor Parks est une actrice, musicienne, chanteuse et auteure-compositrice américaine née le 20 septembre 1993 à Mesquite (Texas).
Elle est connue pour avoir interprété Little Miss Inez Stubbs dans le film Hairspray en 2007.

## Filmographie
- 2006 : Gilmore Girls
- 2006 : Tout le monde déteste Chris
- 2007 : Hairspray

### Jeux vidéo
- 2014 : Les Sims 4 : Sim
- 2018 : The Walking Dead : L'Ultime Saison : Alvin Jr / AJ